# Strangalia dolicops
Strangalia dolicops är en skalbaggsart som beskrevs av Chemsak 1969. Strangalia dolicops ingår i släktet Strangalia och familjen långhorningar.
Artens utbredningsområde är Guatemala. Inga underarter finns listade i Catalogue of Life.